# Fontani
Fontani (en (ucraïnès): Фонтани) és un poble de la República Autònoma de Crimea a Ucraïna, que el 2021 tenia 3.218 habitants. Pertany al districte de Simferòpol.